# Bukovica pri Litiji
Bukovica pri Litiji – wieś w Słowenii, w gminie Šmartno pri Litiji. W 2018 roku liczyła 33 mieszkańców.